# Vestido de Noiva

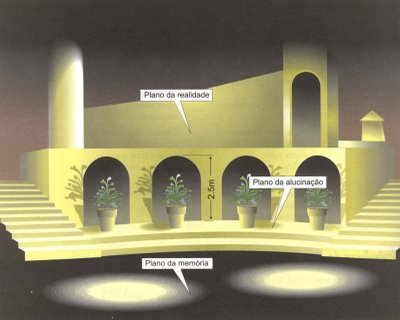
Três planos do palco em que a peça é encenada. De cima para baixo: plano da realidade, plano da alucinação e plano da memória.

Vestido de Noiva é uma peça teatral brasileira, de teor psicológico, escrita por Nelson Rodrigues e encenada pela primeira vez em 1943.
Em seu cenário, a peça apresenta três planos que se intercalam: o plano da realidade, o plano da alucinação e o plano da memória.

## Sinopse
Conta a história de Alaíde, uma moça que é atropelada por um automóvel e, enquanto é operada no hospital, ela relembra o conflito com a irmã (Lúcia), de quem tomou o namorado (Pedro), e imagina seu encontro com Madame Clessi, uma cafetina assassinada pelo namorado de dezessete anos décadas antes, em 1905.